# 岡市之助
岡 市之助（おか いちのすけ、1860年3月28日〈安政7年3月7日〉- 1916年〈大正5年〉7月20日）は、日清戦争から第一次世界大戦までの時期の、日本の陸軍軍人。最終階級は陸軍中将。男爵。

## 経歴
長州藩士・陸軍1等軍吏、岡吉春（品川弥二郎の命で錦の御旗を密造した人物）の二男として萩で生まれる。大阪外語学校を経て、1881年（明治14年）12月、陸軍士官学校（旧4期）を卒業。
卒業後は歩兵第8旅団副官、歩兵第20連隊中隊長、陸士教官を歴任。日清戦争には第1師団参謀として出征。参謀本部第2部員、兼軍令部第2局員を歴任し、日露戦争では陸軍省軍務局軍事課長をつとめた。1905年（明治38年）3月、陸軍少将。歩兵第22旅団長、参謀本部総務部長、歩兵第29旅団長、軍務局長、陸軍次官などを経て、1912年（明治45年）2月、陸軍中将に進んだ。
軍部大臣現役武官制改正問題では、次官でありながら木越安綱陸相批判の急先鋒となった。第3師団長を経て、1914年（大正3年）4月、陸軍大臣に就任し、上原勇作陸相以来の懸案であった2個師団増設を実現した。陸軍長州閥の中心的存在であったが、1916年（大正5年）3月、健康上の理由のため陸相を辞して待命となった。同年7月6月、日清・日露・第一次世界大戦の軍功により男爵位を授けられた。

## 栄典
位階
- 1885年（明治18年）7月25日 - 従七位[7]
- 1892年（明治25年）4月9日 - 正七位[8]
- 1896年（明治29年）3月24日 - 従六位[9]
- 1899年（明治32年）10月10日 - 正六位[10]
- 1902年（明治35年）9月20日 - 従五位[11]
- 1905年（明治38年）4月18日 - 正五位[12]
- 1910年（明治43年）5月21日 - 従四位[13]
- 1913年（大正2年）8月11日 - 正四位[14]
- 1915年（大正4年）8月20日 - 従三位[15]
- 1916年（大正5年）7月20日 - 正三位[16]

爵位
- 1916年（大正5年）7月6日 - 男爵[17]

勲章等
| 受章年                     | 略綬 | 勲章名                 | 備考 |
| -------------------------- | ---- | ---------------------- | ---- |
| 1895年（明治28年）5月23日  |      | 勲六等瑞宝章           |      |
| 1895年（明治28年）9月20日  |      | 単光旭日章             |      |
| 1895年（明治28年）9月20日  |      | 功四級金鵄勲章         |      |
| 1895年（明治28年）11月18日 |      | 明治二十七八年従軍記章 |      |
| 1900年（明治33年）5月31日  |      | 勲五等瑞宝章           |      |
| 1901年（明治34年）12月28日 |      | 勲四等旭日小綬章       |      |
| 1902年（明治35年）5月10日  |      | 明治三十三年従軍記章   |      |
| 1905年（明治38年）11月30日 |      | 勲三等瑞宝章           |      |
| 1906年（明治39年）4月1日   |      | 功三級金鵄勲章         |      |
| 1906年（明治39年）4月1日   |      | 勲二等旭日重光章       |      |
| 1906年（明治39年）4月1日   |      | 明治三十七八年従軍記章 |      |
| 1914年（大正3年）5月16日   |      | 勲一等瑞宝章           |      |
| 1915年（大正4年）11月10日  |      | 大礼記念章（大正）     |      |
| 1916年（大正5年）4月1日    |      | 旭日大綬章             |      |
| 1916年（大正5年）7月20日   |      | 戦捷記章               |      |

外国勲章佩用允許
| 受章年                    | 国籍       | 略綬 | 勲章名           | 備考 |
| ------------------------- | ---------- | ---- | ---------------- | ---- |
| 1904年（明治37年）12月2日 | 大清帝国   |      | 二等第三双竜宝星 |      |
| 1916年（大正5年）1月14日  | ロシア帝国 |      | 白鷲勲章         |      |

## 親族
- 長男：岡春雄（陸軍大佐）[1]
- 娘婿：津野一輔（陸軍中将）・福原佳哉（陸軍中将）[1]
- 弟：岡楢之助（陸軍航空兵少佐）[1]